# Soter abyssinica
Soter abyssinica är en stekelart som först beskrevs av Szepligeti 1913.  Soter abyssinica ingår i släktet Soter och familjen bracksteklar. Inga underarter finns listade i Catalogue of Life.